# 碟型墊片
碟型墊片，又稱碟型華司或盤型華司，碟型墊片有類似彈簧的緩衝效果,通常用於墊在連接件與螺母之間的零件，其用途是作為間隔物用來保護被連接件的表面不受螺母擦傷，分散螺母對被連接件的壓力，及減少振動帶來的脫離。